# Кутту
Кутту (тамільська : கூட்டு) — рагу з сочевиці та овочів у південноіндійській кухні, зокрема тамільській та керальській. Етимологія кутту походить від тамільського слова "kootu", що означає "додати" або "суміш/поміш", тобто овочі, додані до сочевиці, утворюють страву, яка є напівтвердою за консистенцією. Страва відома своїм складним смаком і текстурою, ймовірно, через рясне додавання сочевиці та кокосів. Зазвичай він менш водянистий, ніж самбар, але більш ніж сухе смажене фрі. На Virundhu Sappadu (тамільське свято) готують варений рис (чору тамільською), самбар, расам, кальє, поріял, кутту, аппалам, солоні огірки й банан. 

## Приготування
Усі кутту за замовчуванням мають деякі овочі та сочевицю, але існує багато варіацій куту:
- Poricha Kootu[2]: куту, виготовлене з ураду і перцем. Смажений урад, перець, кілька червоних перців чилі, трохи кмину та свіжий кокос подрібнюють разом. Мун дал і нарізані овочі готують окремо. Потім мелену пасту, варені овочі та мунг дал змішують і нагрівають. Такі овочі, як квасоля та зміїний гарбуз, є звичайними інгредієнтами цього кутту.
- Araichivita Kootu[1]: куту, який містить подрібнену (свіжозмелену) масалу; слово araichivita тамільською мовою буквально перекладається як «той, який був подрібнений і вилитий». Мелена паста — це суміш смаженого урад дала, насіння кмину та кокоса.
- Araichivita sambar: нарізані овочі та тур дал готують окремо. Потім мелену пасту, варені овочі та дал нагрівають разом. Потім додають мелену кокосову пасту, бенгальський грам, коріандр, червоний перець чилі, кілька горошин перцю, шматочок кориці (за бажанням) — все обсмажене і мелене. Приправляють зернами гірчиці та насінням гуньби. Додають овочі, включаючи цибулю-шалот (в Індії відомий як «мадраська цибуля»), обсмажують, а потім додають води, екстракт тамаринда, а потім мелену пасту і варений дал. Подається з рисом.